# 沃格尔·索玛
沃格尔·索玛（匈牙利語：Vogel Soma，1997年7月7日—），匈牙利水球运动员，代表匈牙利国家男子水球队参加2020年夏季奧林匹克運動會男子水球比賽，结果获得一枚铜牌。